# Opel Rekord E
L'Opel Rekord E était une voiture de la catégorie grande routière d'Adam Opel AG, qui appartenait à l'époque au groupe automobile américain General Motors (GM), et elle a été présentée en août 1977 en tant que successeur de l'Opel Rekord D. Comme ses prédécesseurs, ce modèle était également disponible en break (traditionnellement appelé «Caravan» chez Opel).
Jusqu'au lifting d'octobre 1982, le modèle était appelé E1, après quoi il s'appelait E2. La plate-forme dite V de l'Opel Rekord E a également été utilisée pour les modèles Opel Commodore C, Senator A et Monza A.
Le véhicule, équipé d'un moteur quatre cylindres en ligne, d'un essieu arrière rigide et d'une propulsion arrière, était le dernier représentant de la série de modèles Opel Rekord, disponible depuis le printemps 1953.
Après qu'environ 1,4 million de véhicules aient été produits, la Rekord E a été remplacée par l'Omega A en août 1986.

## Rekord E1 (1977-1982)

### Performance

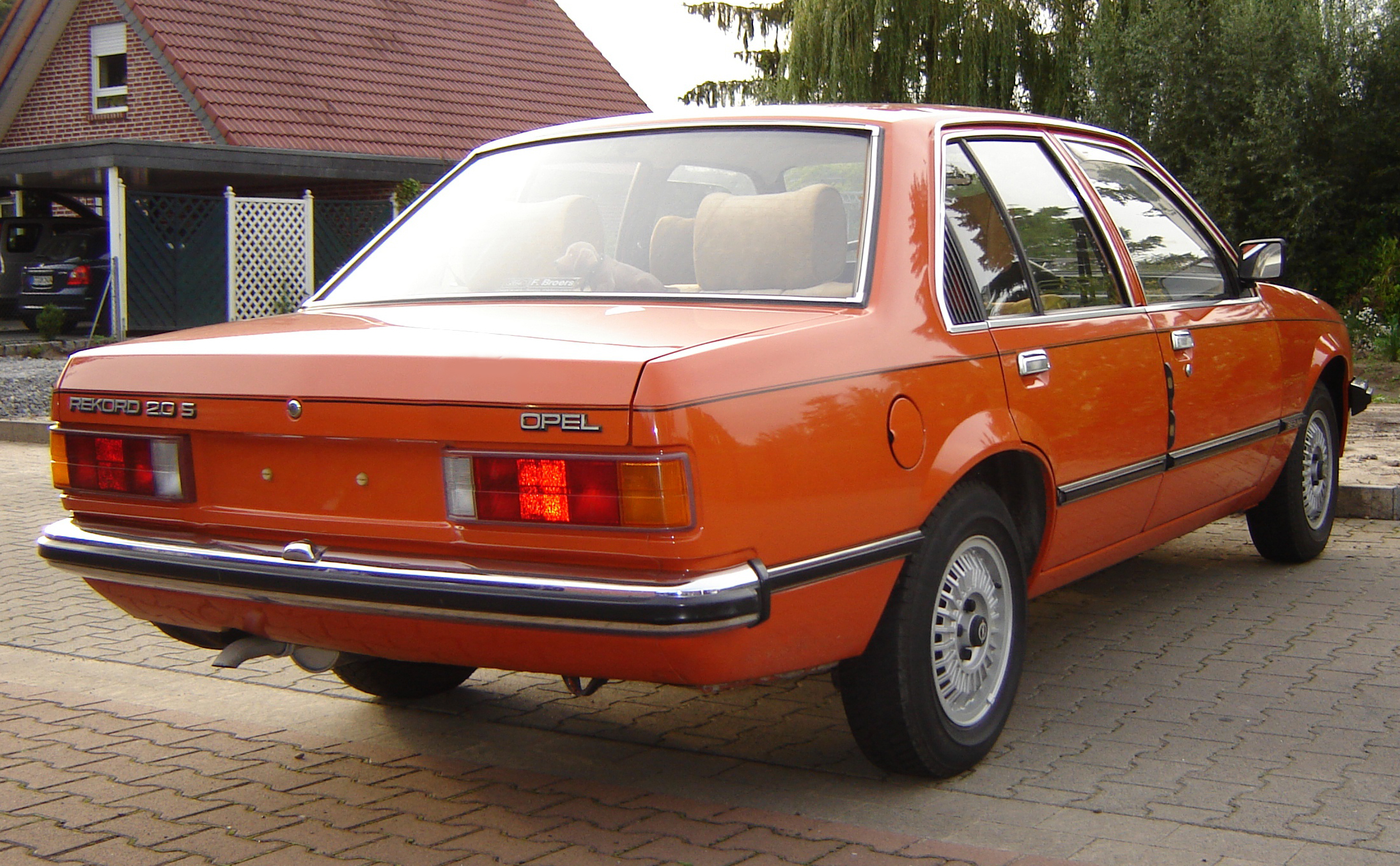
Vue arrière

Adam Opel AG a présenté la nouvelle Rekord au Salon de l'automobile de Francfort en 1977. Elle a en partie adopté la technologie de sa prédécesseur. La Rekord E était une automobile typique dotée d’une technologie fiable. De bonnes performances, une tenue de route correcte et un confort de suspension légèrement limité étaient les maîtres mots de cette gamme.
Les moteurs à grande échelle (moteurs CIH d'Opel) du modèle E1 disponibles étaient le 1.7 N (60 ch), le 1.9 N (75 ch, essence ordinaire), ainsi que trois versions de 2,0 litres, le 2.0 N (66 kW/90 ch), le 2.0 S (100 ch, essence super) et le 2.0 E (110 ch, injecteur) et une variante diesel de 2,1 litres (60 ch), qui après seulement un an a été remplacée par une version agrandie à 2,3 litres et 65 ch. Pour des raisons fiscales, il existait également une version diesel de 2,0 litres développant 58 ch disponible à l'exportation en Italie, qui n'était proposée que dans l'Ascona B en Allemagne.
Les petits moteurs étaient rarement commandés car une cylindrée d'environ deux litres s'était imposée dans cette catégorie de véhicules. Les modèles diesel à capot surélevé étaient plus populaires en Italie, au Benelux et en France.

### Variantes d'équipement
Il y avait trois lignes d'équipement :
- La Rekord (modèle de base) en berline deux ou quatre portes et en Caravan trois ou cinq portes.
- La Rekord L en berline deux et quatre portes et en Caravan cinq portes.
- La Rekord Berlina en berline deux et quatre portes et, à partir d'août 1980, également en Caravan cinq portes. La Berlina est l'équipement avec la plus haute qualité.

Il y avait, en option, une finition S avec par exemple des jantes en alliage léger et un châssis plus ferme. Un contrôle de niveau pour l'essieu arrière était disponible moyennant un supplément.
L'intérieur était disponible en Beige, Rot, Blau ou Schwarz. Les appuis de fenêtre et le dessus du tableau de bord étaient noirs. Une nuance Rot plus foncée était utilisée dans la Berlina, tout comme dans la Senator/Monza.

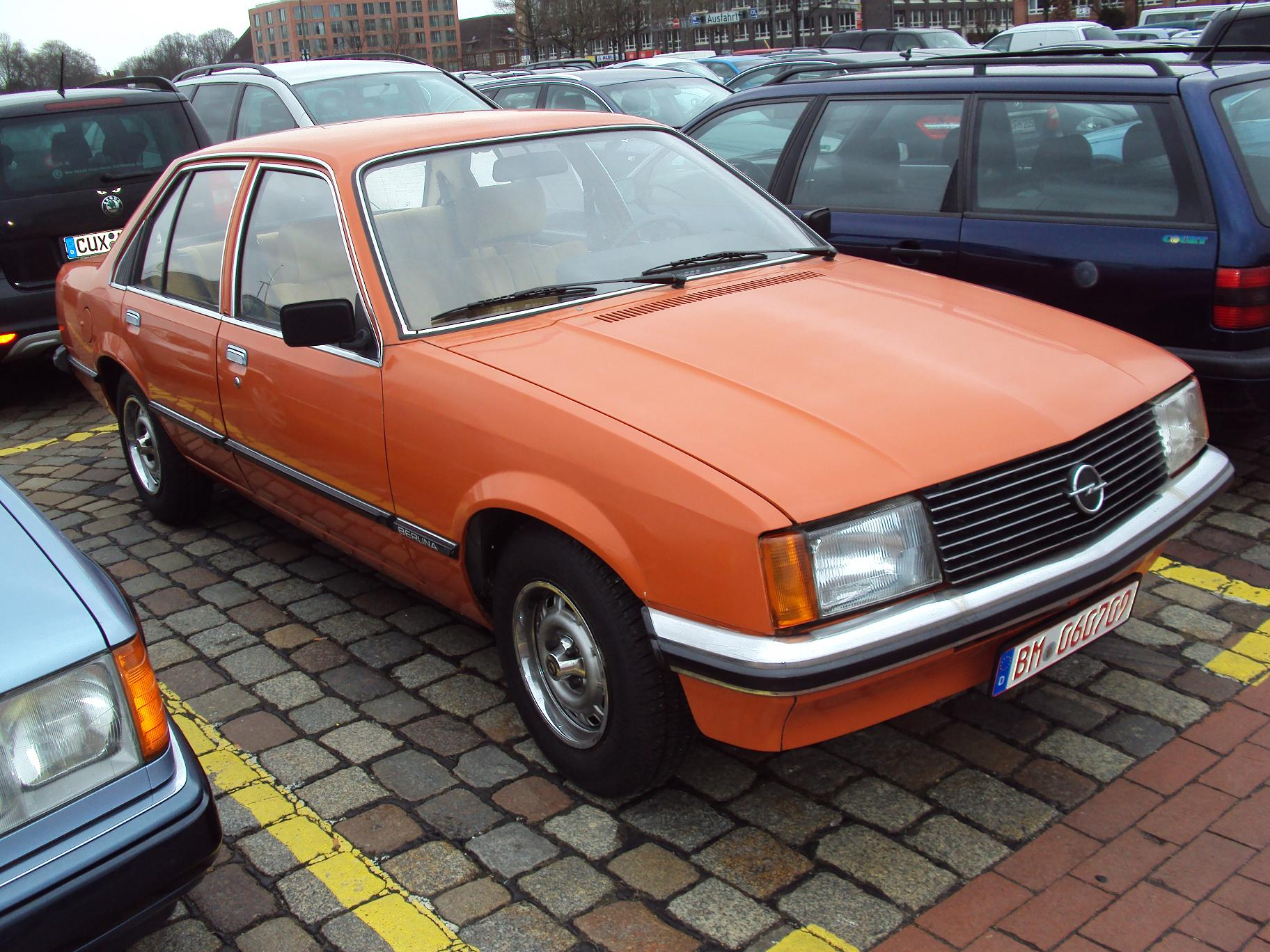
Opel Rekord 1.9N (1977–1981)
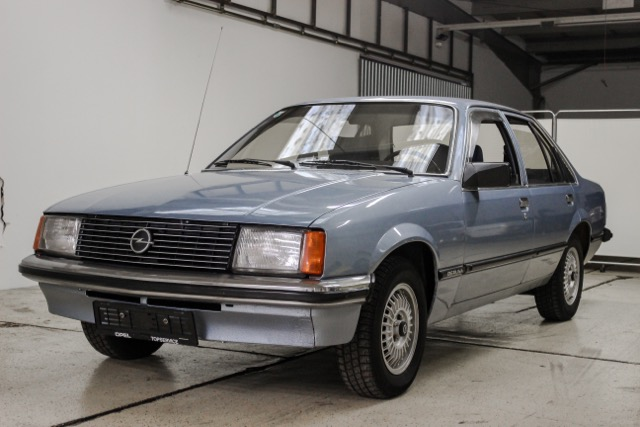
Opel Rekord Berlina
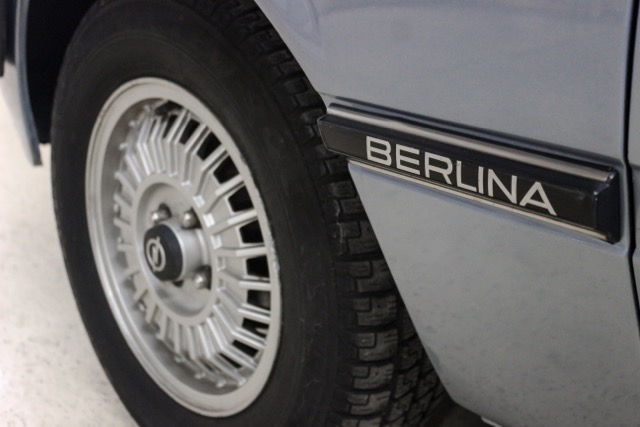
Opel Rekord Berlina, détail, jante en alliage léger
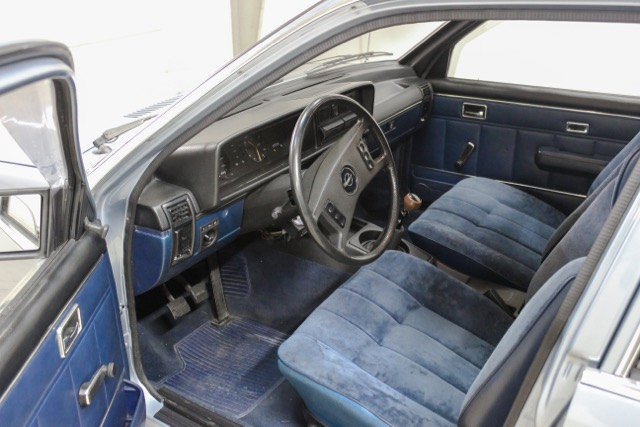
Opel Rekord Berlina, intérieur
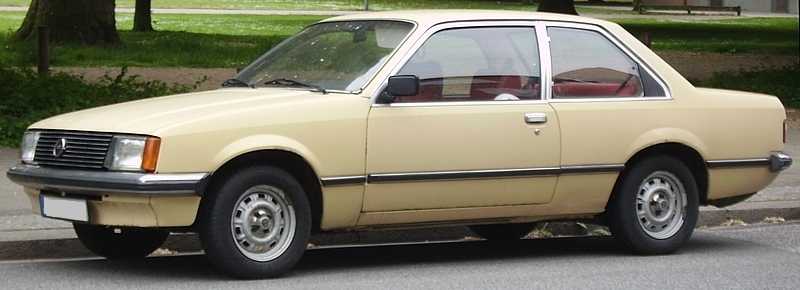
Opel Rekord deux portes (1977–1981)
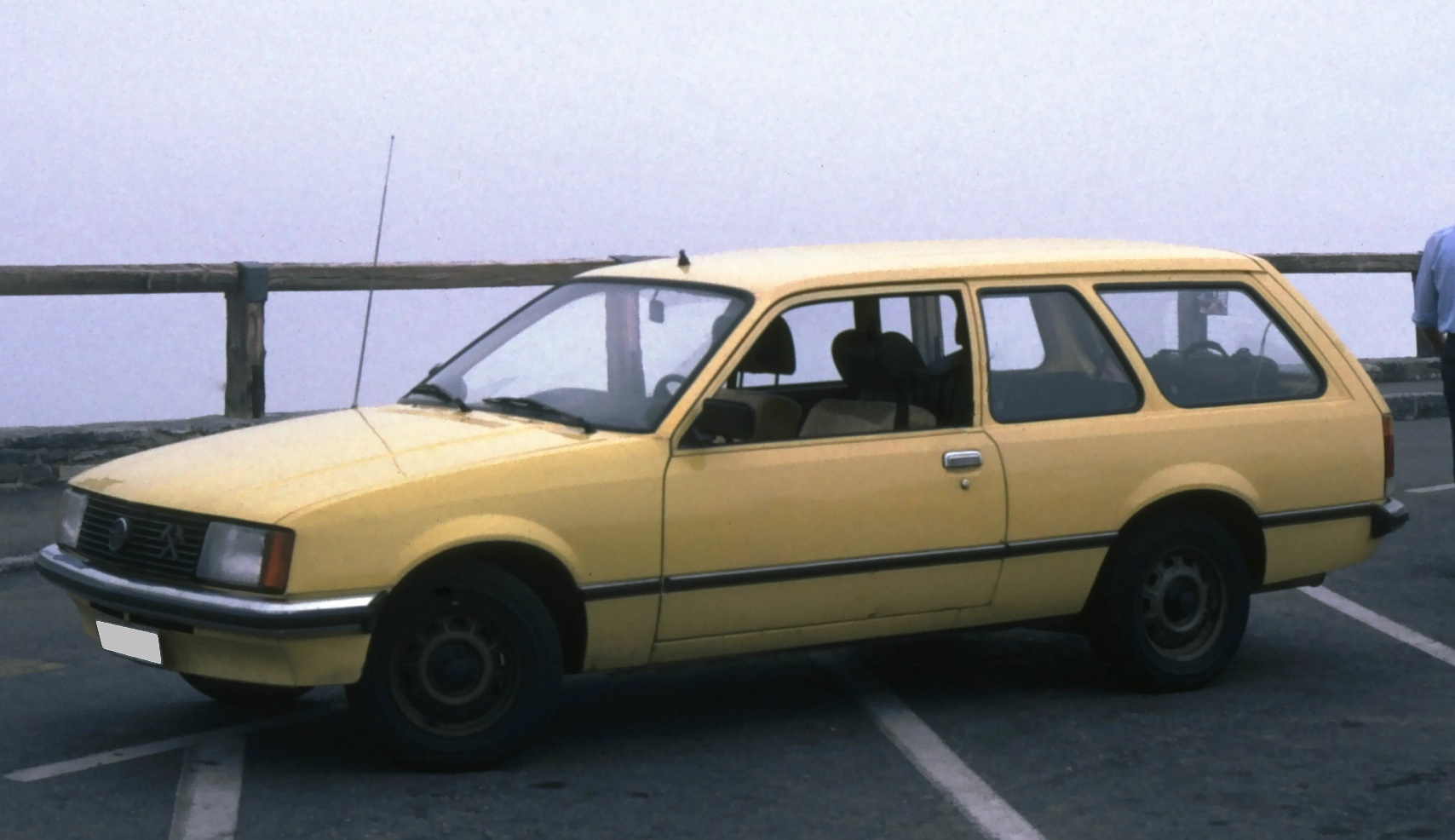
Opel Rekord Caravan, trois portes (1977–1981, avant le lifting)
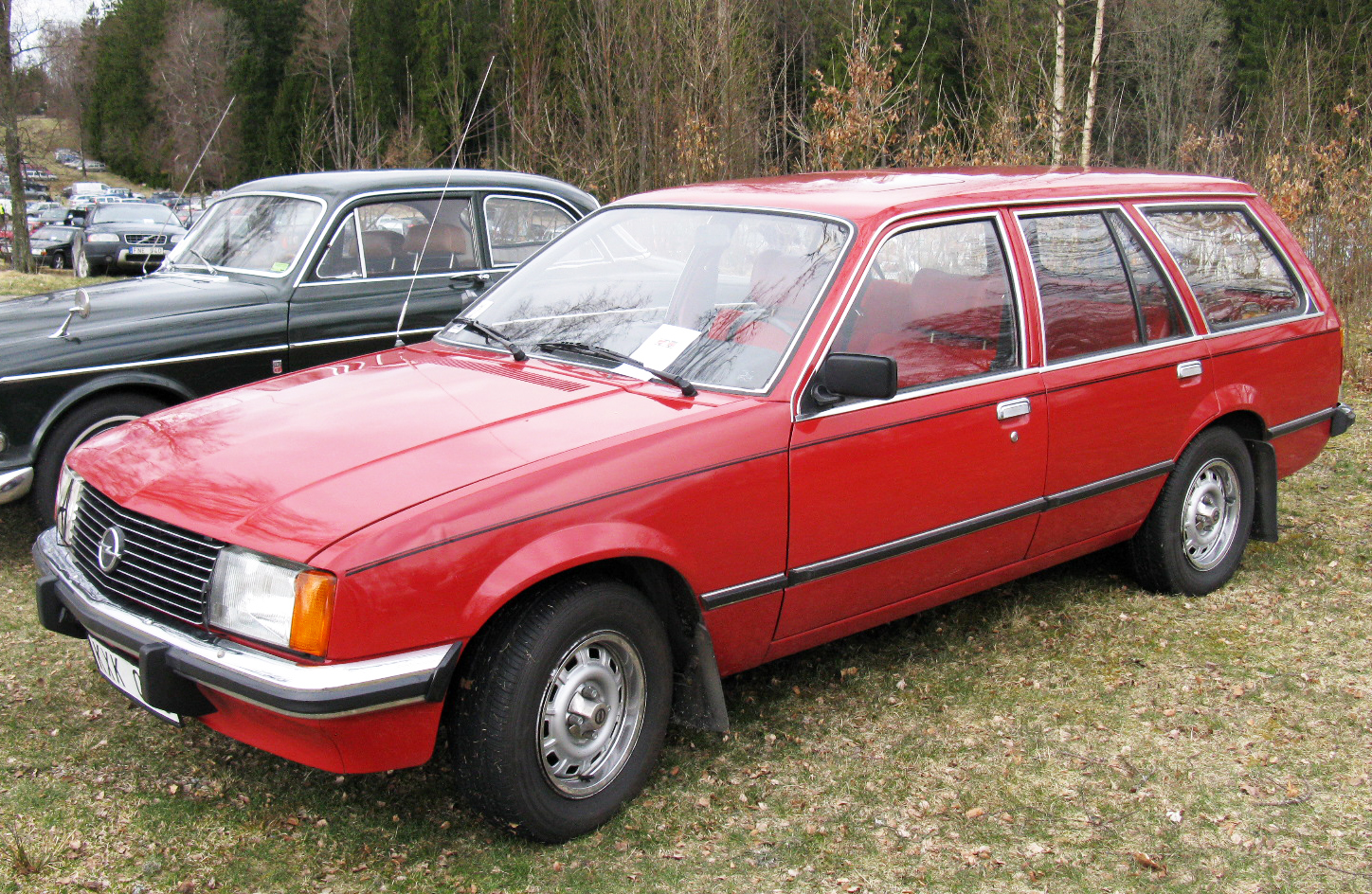
Opel Rekord Caravan, cinq portes (1977–1981, avant le lifting)
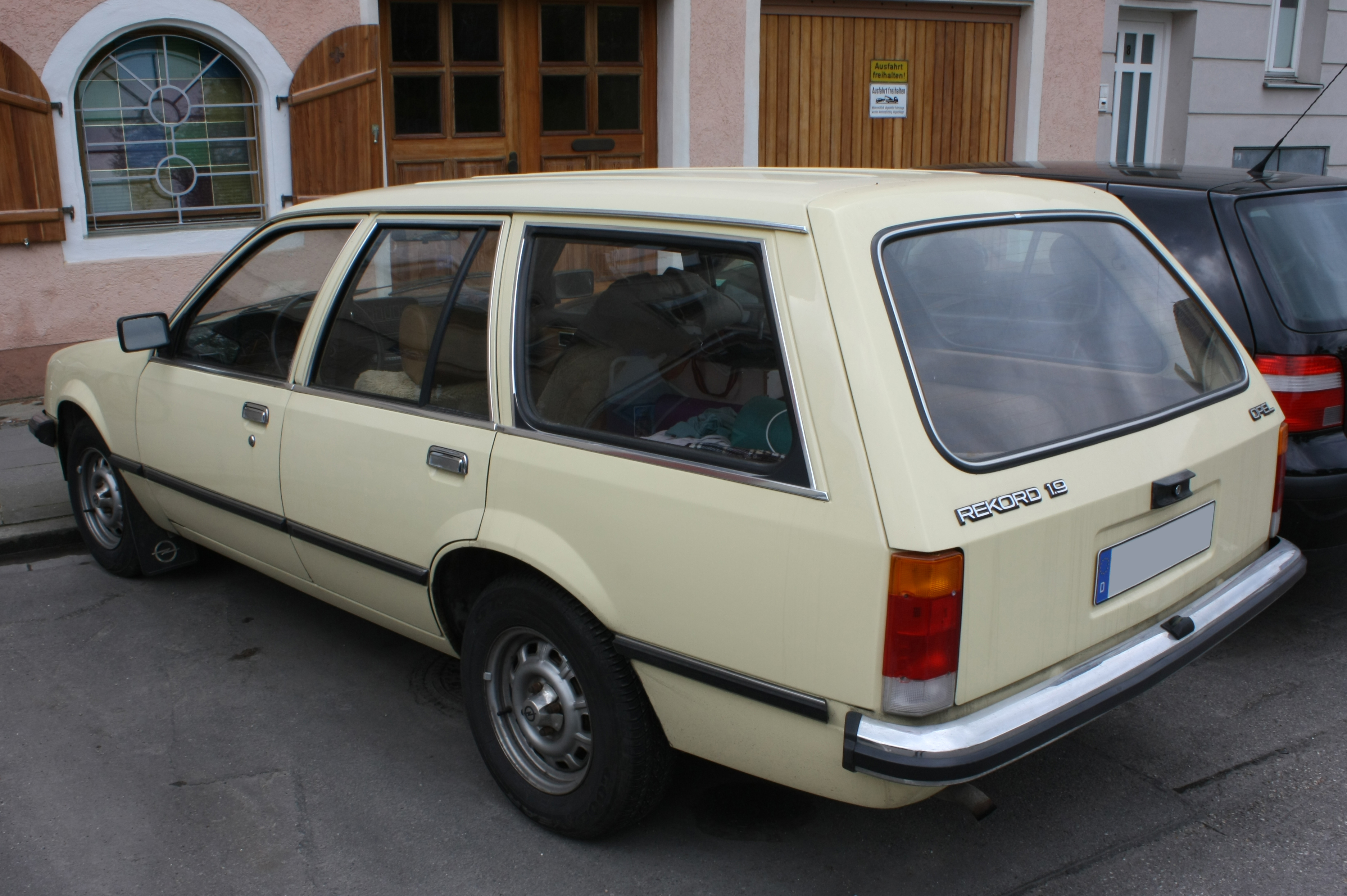
Opel Rekord Caravan cinq portes, vue latérale arrière

### Lifting

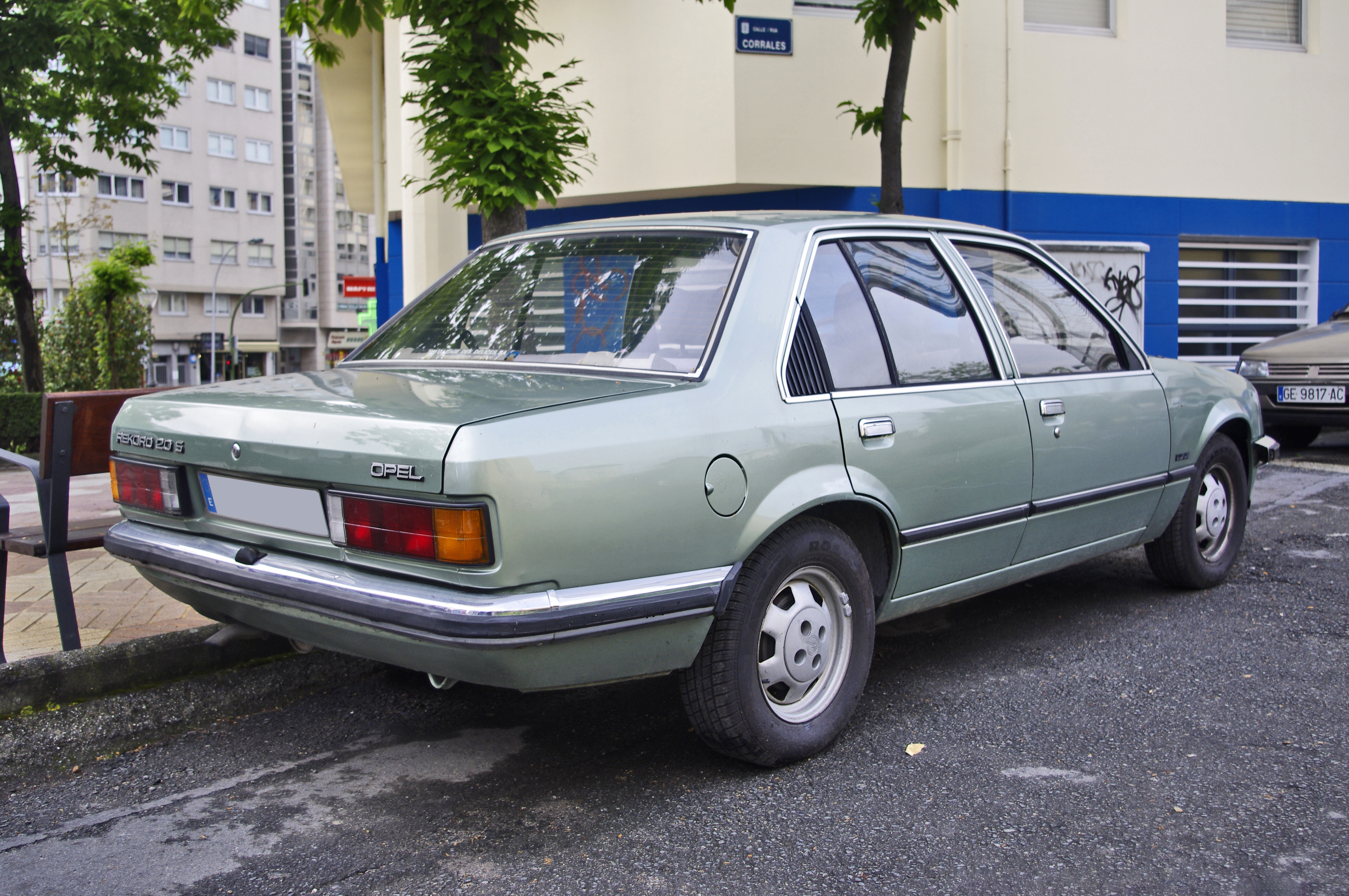
Rekord Luxus (1981–1982), vue latérale arrière

En juillet 1981, des mesures d'entretien du modèle ont été réalisées. Tous les modèles ont reçu un spoiler en plastique à la proue, ce qui a réduit le coefficient de traînée à 0,414; Toutes les berlines sont équipées de feux arrière avec un contour en plastique noir au lieu de rouge. La Rekord L s'appelait désormais Rekord Luxus et avait l'inscription «Luxus» sur l'aile avant, des rétroviseurs extérieurs intégrés et, en tant que berline, un pare-chocs arrière allongé comme la Senator, la Monza et la Commodore.
La Rekord Berlina a également reçu ces innovations, ainsi que des bandes de protection latérales plus larges et, en tant que berline, des bandes de caoutchouc sur les pare-chocs comme la Senator et la Monza. La Berlina a obtenu le contour chromé des feux arrière de la Commodore; la Rekord Berlina deux portes n'était plus disponible. Tous les modèles étaient disponibles avec de nouvelles couleurs de revêtement : Beige, Braun, Dunkelgrün, Dunkelblau ou Dunkelgrau. Les modèles standard et Luxus sont désormais équipés du même tissu. Les garnitures en velours étaient à nouveau réservée à la Berlina.
À partir d'avril 1982, le modèle sportif Rekord SR/E, basé sur la Rekord Luxus, est lancé en berline deux et quatre portes et en Caravan cinq portes avec une peinture bicolore attrayante en remplacement de la finition S.
En août 1982, la production de la Rekord E1 prend fin. Au total, 967 064 unités de la E1 ont été produites de 1977 à 1982 et ont été suivies par la E2.

## Rekord E2 (1982-1986)

### Général

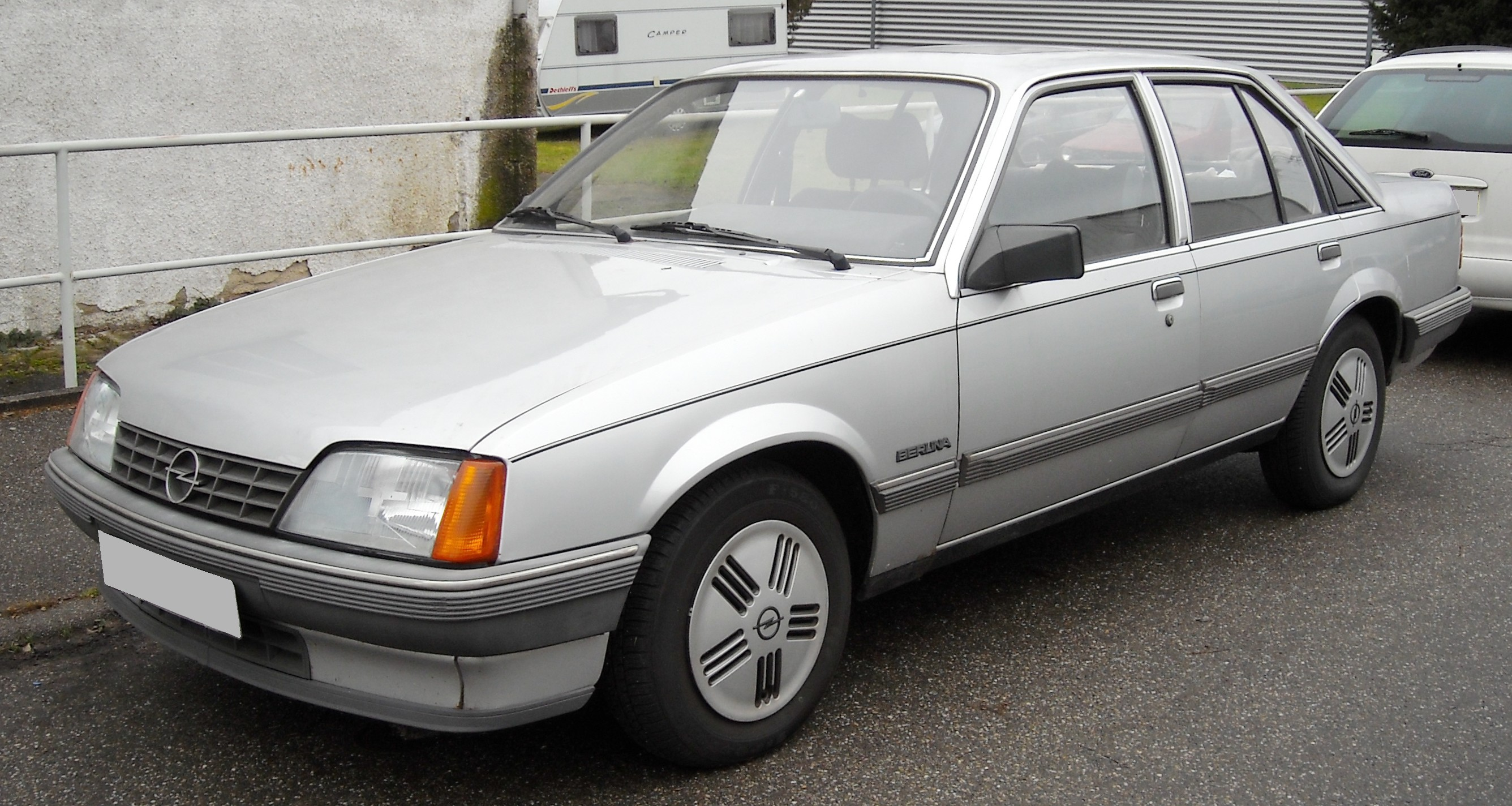
Opel Rekord (1982–1986)

Avec l'apparition de la E2 révisée en octobre 1982, la carrosserie et le tableau de bord sont révisés. En plus des pare-chocs en plastique contemporains, la Rekord avait également une partie arrière plus haute et un capot aplati avec une nouvelle section avant. Opel a suivi la forme en coin actuellement populaire et a pu encore réduire le coefficient de traînée par rapport à la E1 à 0,36,.
Les moteurs 1.7 N, 1.9 N et 2.0 N ont été omis et remplacés par les moteurs OHC avec culasses en alliage léger à flux croisés, qui ont été introduits pour la première fois dans l'Ascona C et la Kadett D avec une cylindrée de 1,6 litre, ici en tant que moteur 1.8 N (55 kW) à carburateur et 1.8 S (66 kW). Le moteur 1.8 S-OHC a fait ses débuts quelques mois plus tôt dans la Manta B. Les moteurs 2.0 (S et E)-CIH ont été repris inchangés.
La Rekord E2 n'était disponible qu'en berline quatre portes, le Caravan était toujours disponible en à trois ou cinq portes en version de base. En version berline, la Berlina a reçu des enjoliveurs pleins. L'intérieur vert a été omis, tout comme la variante sportive SR/E.
La variante fourgon de livraison trois portes avec vitres latérales fermées est également restée dans la gamme.
L'Opel Rekord 2.3 Diesel avait également la bosse typique sur le capot qui, comme pour la Rekord D 2100, sa prédécesseur, était nécessaire car le moteur diesel était plus haut que les autres moteurs.

### Lifting
En mars 1983, la Rekord CD fut présentée en tant que nouveau modèle haut de gamme. Elle est basée sur la Rekord Berlina avec un moteur 2.0 E. Elle est reconnaissable à une baguette décorative en aluminium sur le capot, aux panneaux de bas de caisse et aux nouveaux enjoliveurs pleins (design similaire à celui de l'Ascona C CD). L'intérieur en velours fin est également similaire à celui de l'Ascona CD.
À partir de l'année modèle 1984, le Rekord Caravan Berlina avait les enjoliveurs familiers de la berline et une banquette arrière divisée et rabattable. Les modèles Caravan plus simples pouvaient également disposer, en option, de cet équipement spécial moyennant un supplément. Le Rekord Caravan était également disponible avec l'équipement CD.
La gamme diesel a encore été élargie : le moteur 2.3 D a été porté à 71 ch en août 1983, et en 1984, la variante turbo de 86 ch a été ajoutée, également disponible dans la Senator.
Les innovations pour l'année modèle 1985 se limitent aux changements d'équipement. Les variantes d'équipement ont été réorganisées : le modèle de base est désormais devenu la Rekord LS, qui dispose désormais d'enjoliveurs pleins, de nouveaux tissus, d'un accoudoir central rabattable, d'une plage arrière recouverte de moquette ainsi que d'appuie-tête et de panneaux de portes recouverts de tissu, elle était donc assez similaire à la précédente Rekord Luxus. Cette dernière a reçu un nouvel intérieur en velours de haute qualité similaire à celui de la précédente Rekord Berlina ainsi que ses enjoliveurs et s'appelle désormais Rekord GL.
La Rekord Berlina est devenue la Rekord GLS et était visuellement basée sur la Rekord CD avec son intérieur en velours fin, ses enjoliveurs et ses panneaux de bas de caisse en plastique. La Rekord CD a conservée son nom, il lui manquait désormais la garniture du capot et des pneus plus étroits étaient montés de série. Vers la fin de la production, il y avait aussi la GLS Exclusiv et la Touring.
Le moteur 2.0 E a été remplacé en septembre 1984 par le moteur 2.2i, qui ne diffère du 2.0 E que par la course du piston plus longue de 8 mm. Ce moteur se caractérise par une accélération puissante même à bas régime. Pour certains marchés d'exportation, le moteur 2.0 E est resté dans la gamme en raison de lois fiscales différentes.

### Aperçu en images

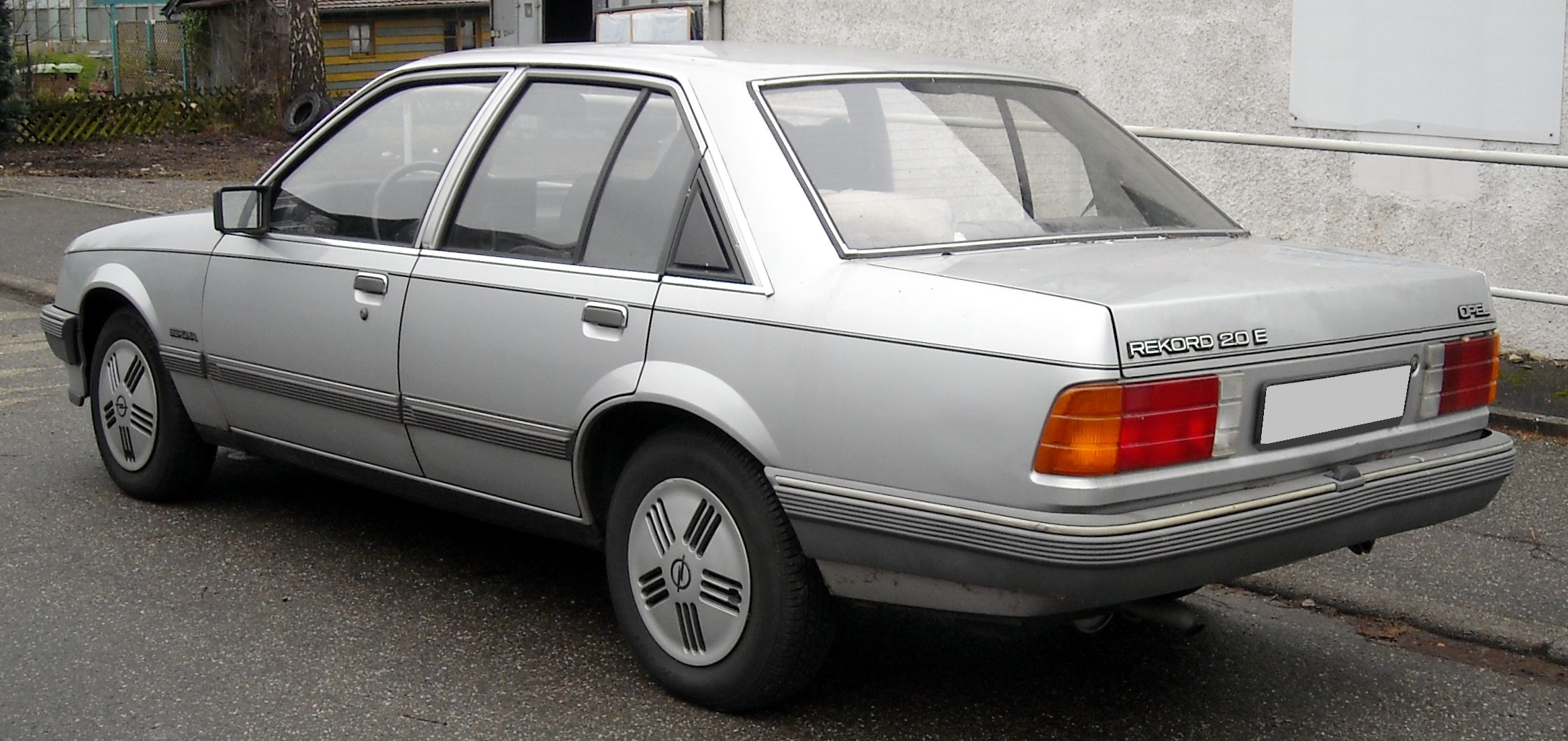
Vue arrière
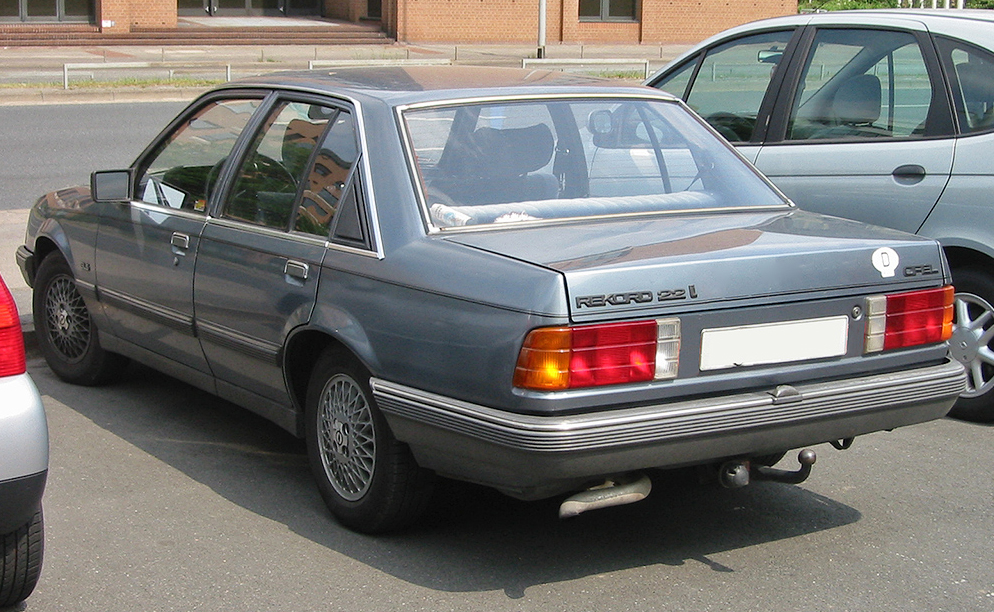
Opel Rekord 2.2i (1984–1986)
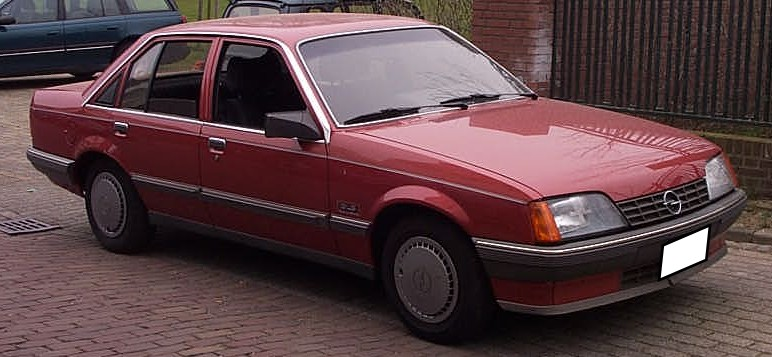
Opel Rekord GLS Exklusiv (1986)
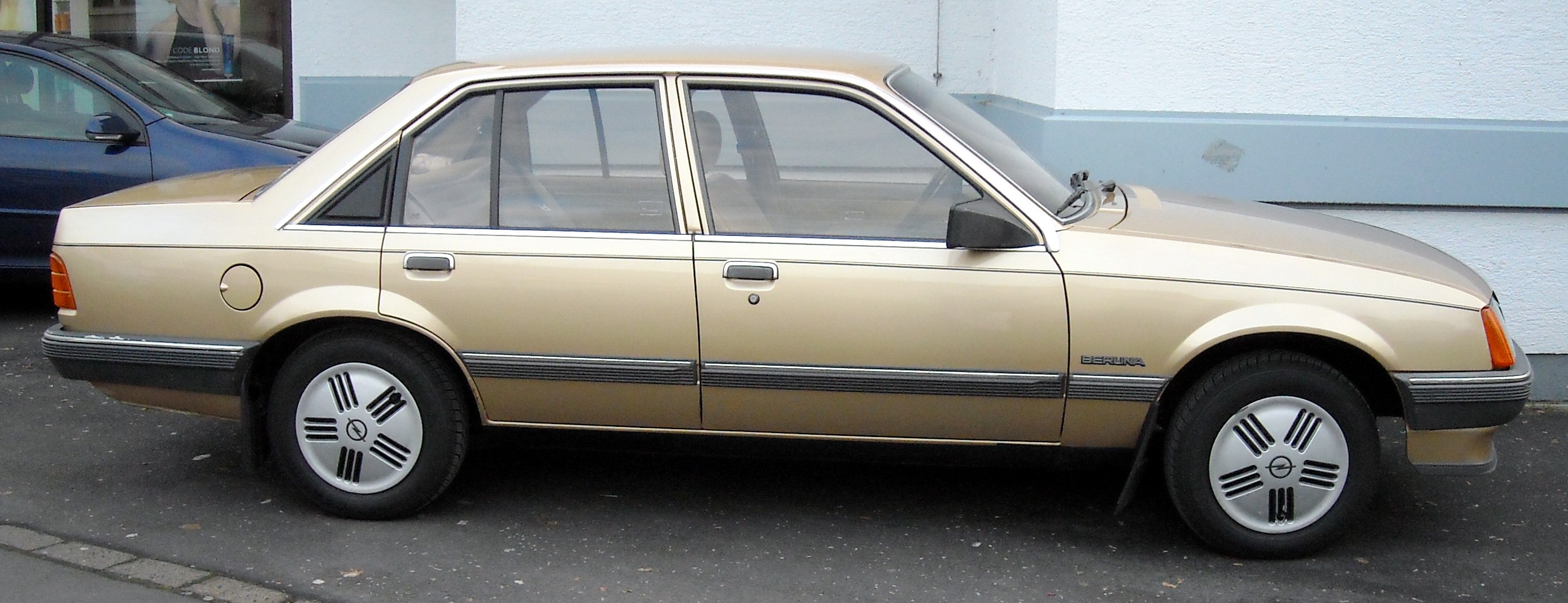
Opel Rekord Berlina (1983)
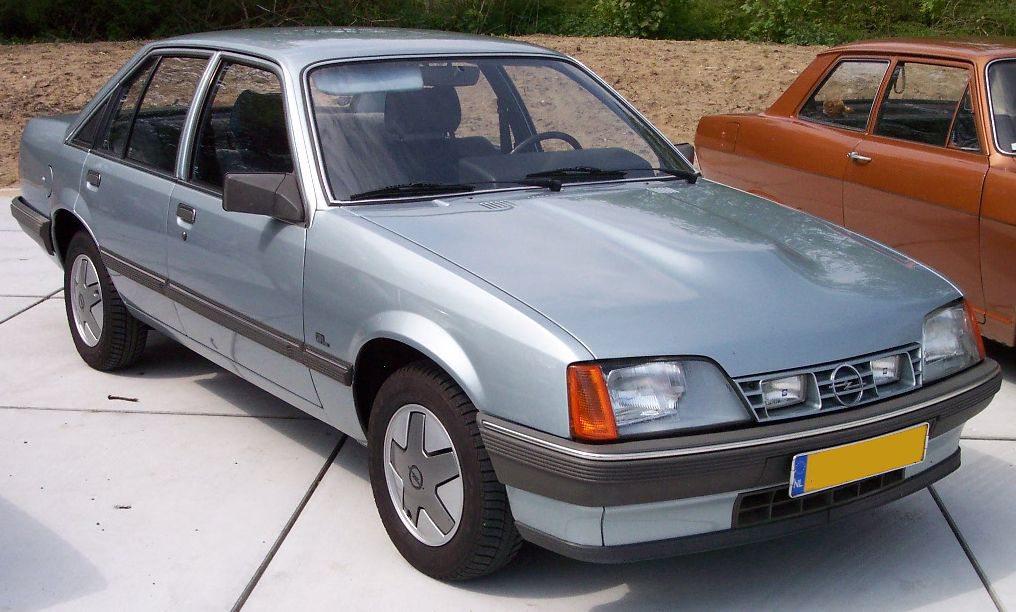
Opel Rekord 2.3 Diesel avec la bosse typique sur le capot
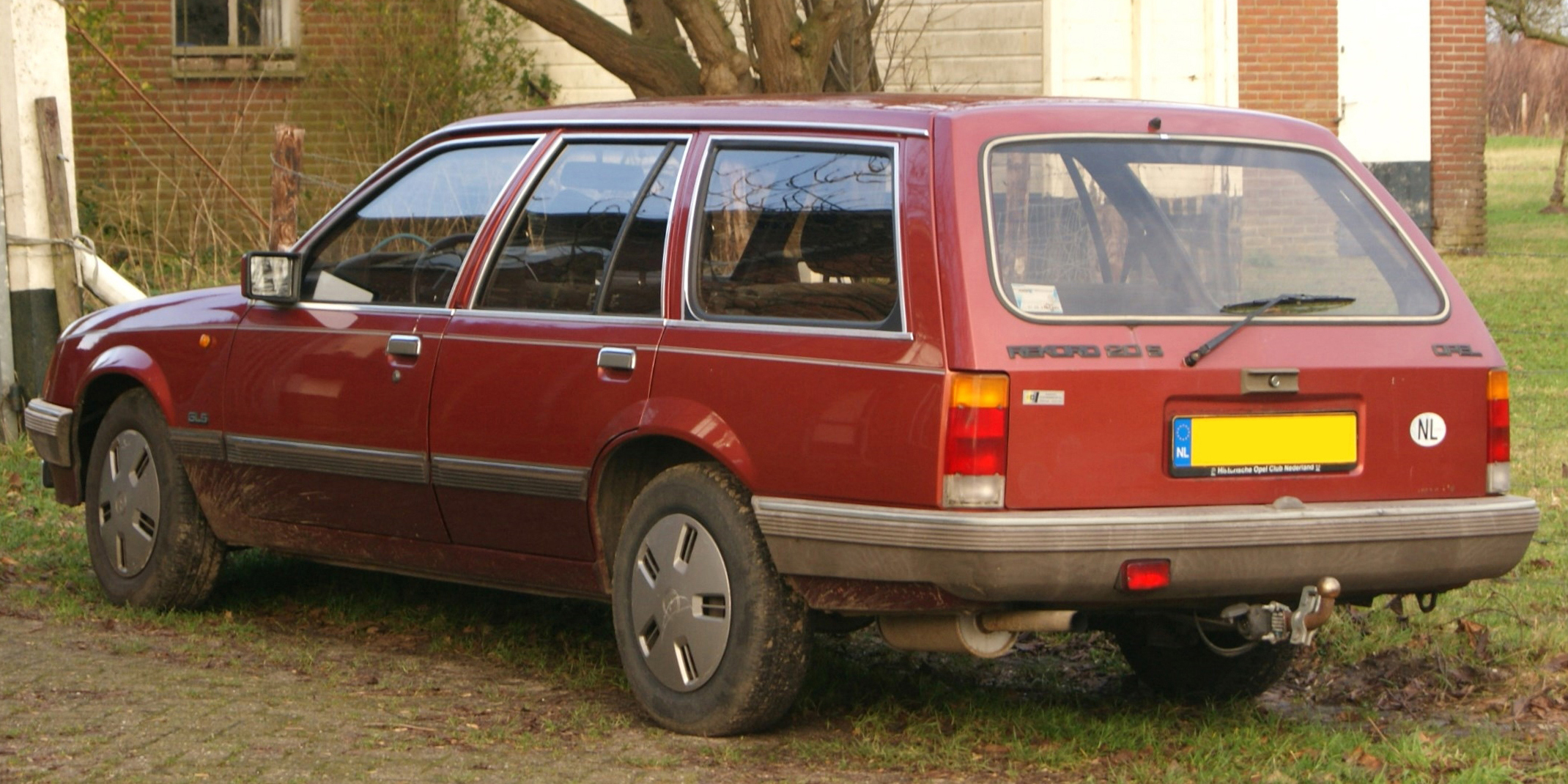
Opel Rekord Caravan (1982–1986)

### Pot catalytique et ABS
À partir de novembre 1984, la Rekord était également disponible avec ABS.
En août 1985, la variante «1.8i» (C18NV) avec pot catalytique, dérivée du moteur C18NE des Kadett et Ascona, est arrivée sur le marché allemand comme l'un des premiers véhicules sans émissions.

### Fin de production
En juin 1986, la production des derniers modèles de Rekord E2 s'est achevée après 487 193 unités. De plus, après Kapitän (1970) et Admiral (1976), un autre grand nom traditionnel d'Opel a été abandonné. La successeur, apparue en septembre 1986, s'appelle Omega.

## Versions d'exportation
Au Royaume-Uni, le modèle est proposé sous le nom de Vauxhall Carlton à partir de fin 1978.
Pour la première série, le modèle différait extérieurement de l'Opel Rekord en ce qu'il avait une section avant plate («droopsnoot») (alors typique de Vauxhall) similaire à celle de l'Opel Manta B. À partir de fin 1982 (modèle E2), seuls les emblèmes et la direction à droite constituaient les principaux éléments distinctifs, d'autant plus que la Carlton, comme la Rekord, était produite dans l'usine de Rüsselsheim. En Afrique du Sud, la Rekord E a continué à être produite jusqu'en 1990, elle a ensuite été proposée sous le nom de Daewoo Royale et avec une carrosserie révisée de 1993 à 1999 sous le nom de Daewoo Prince ou Daewoo Brougham.

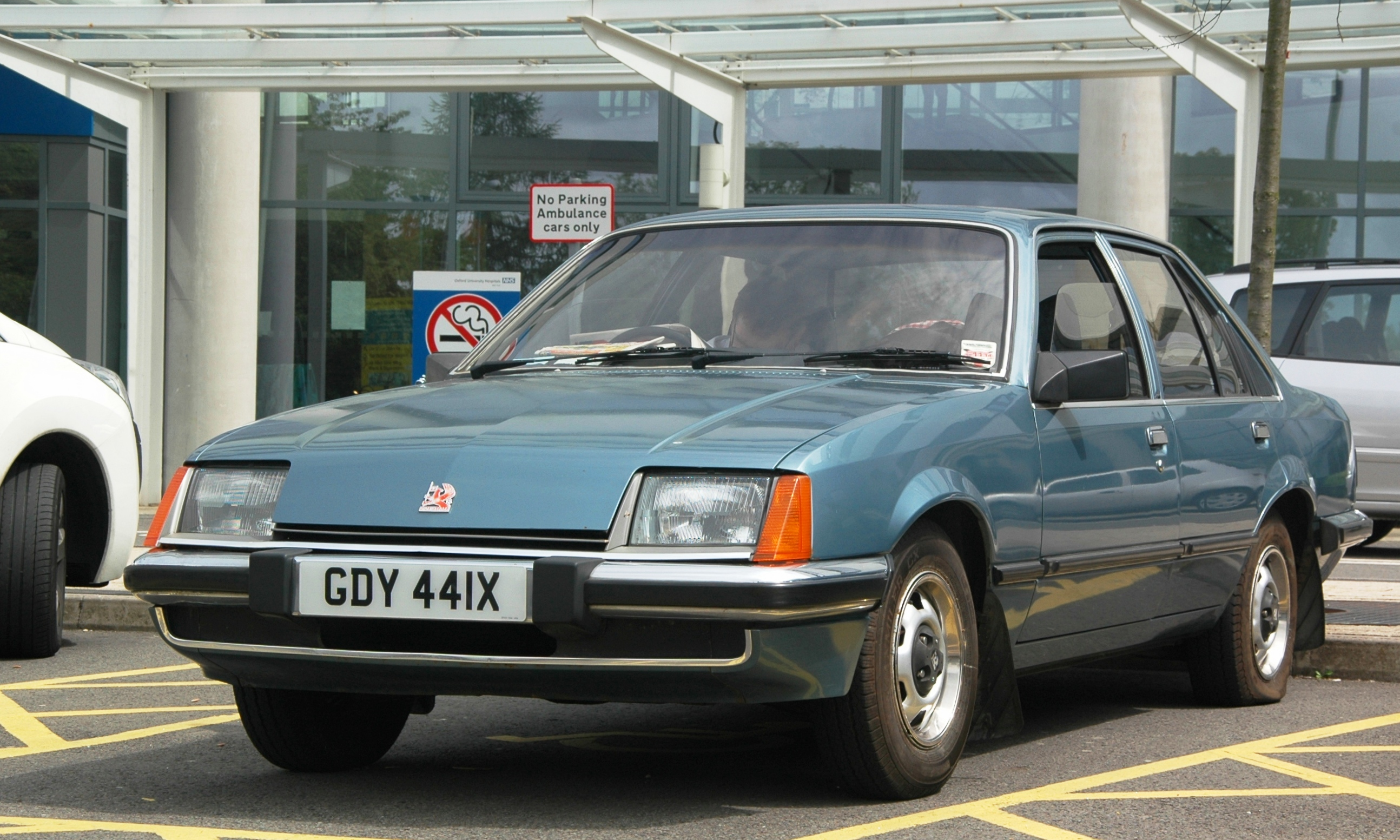
Vauxhall Carlton Mk. I (1978–1982)
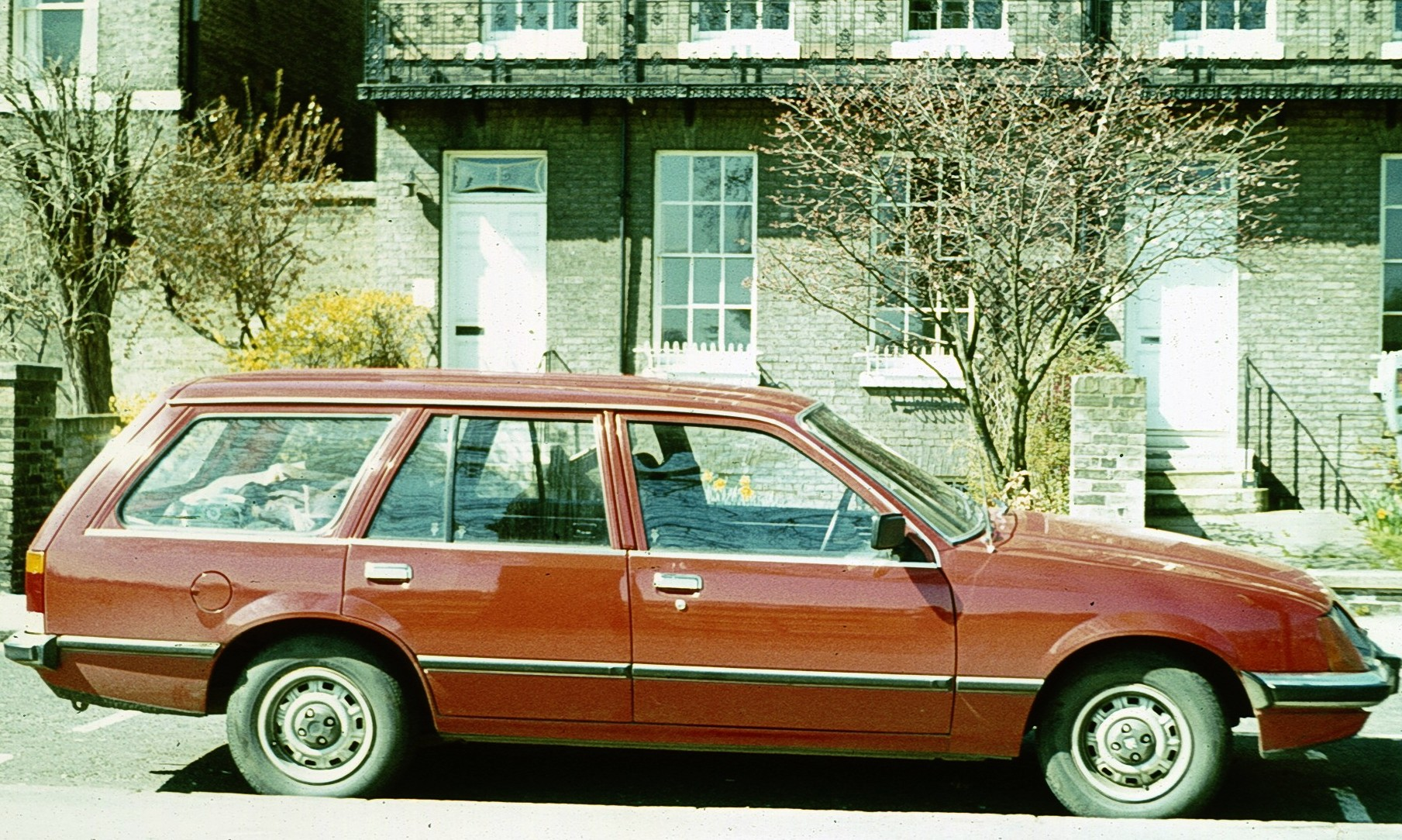
Vauxhall Carlton Mk. I (1978–1982)
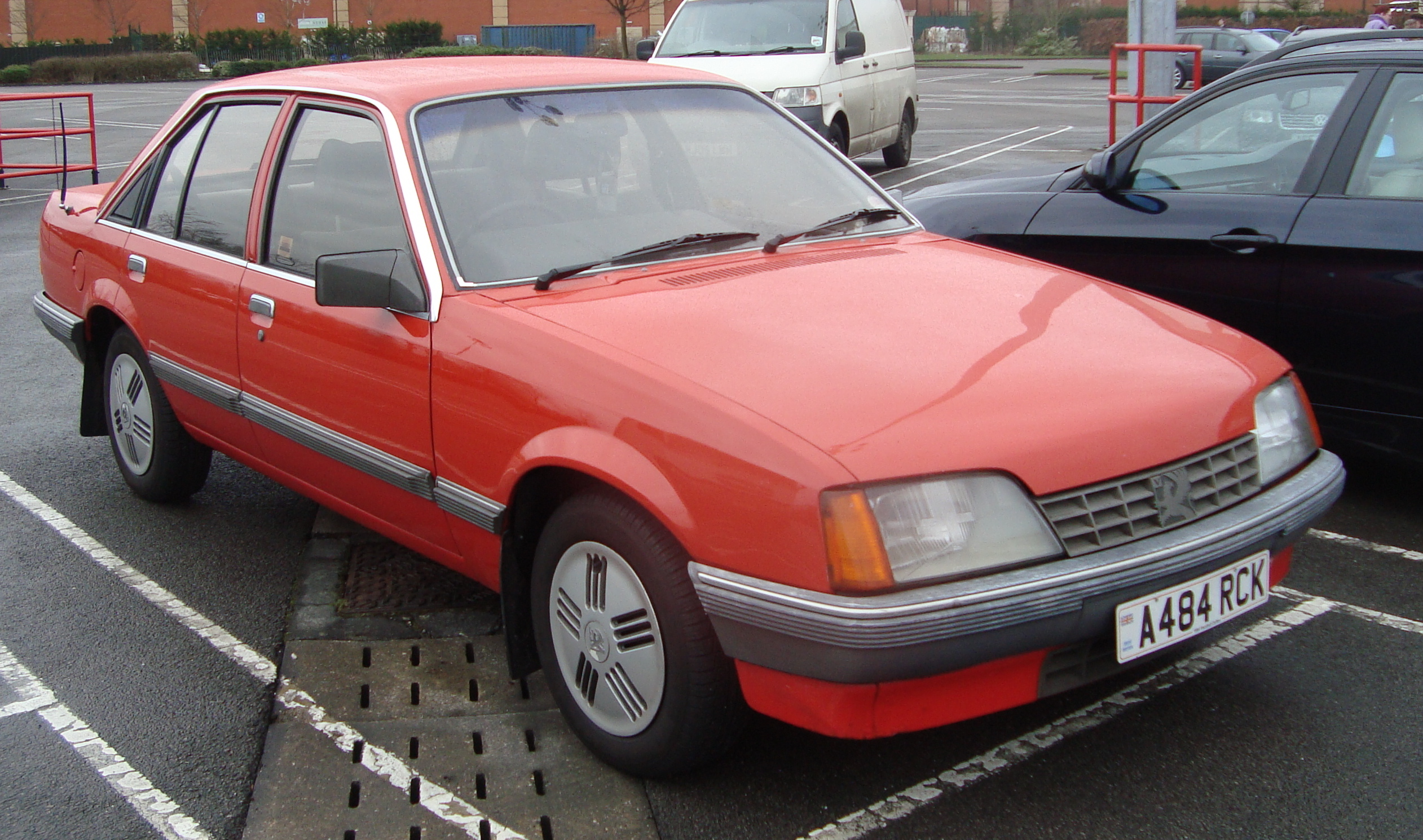
Vauxhall Carlton Mk. II (1982–1986)
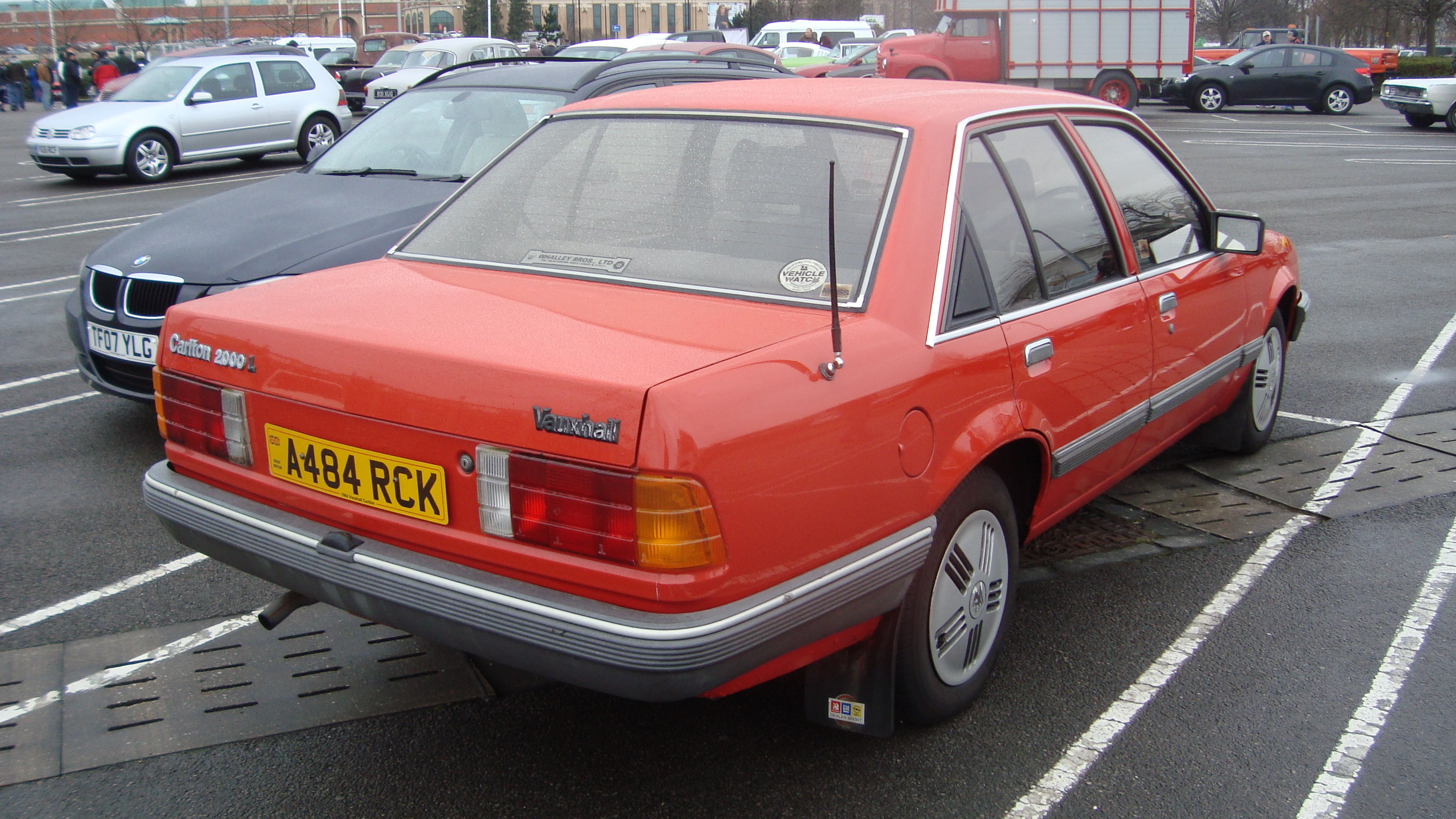
Vauxhall Carlton Mk. II (1982–1986)
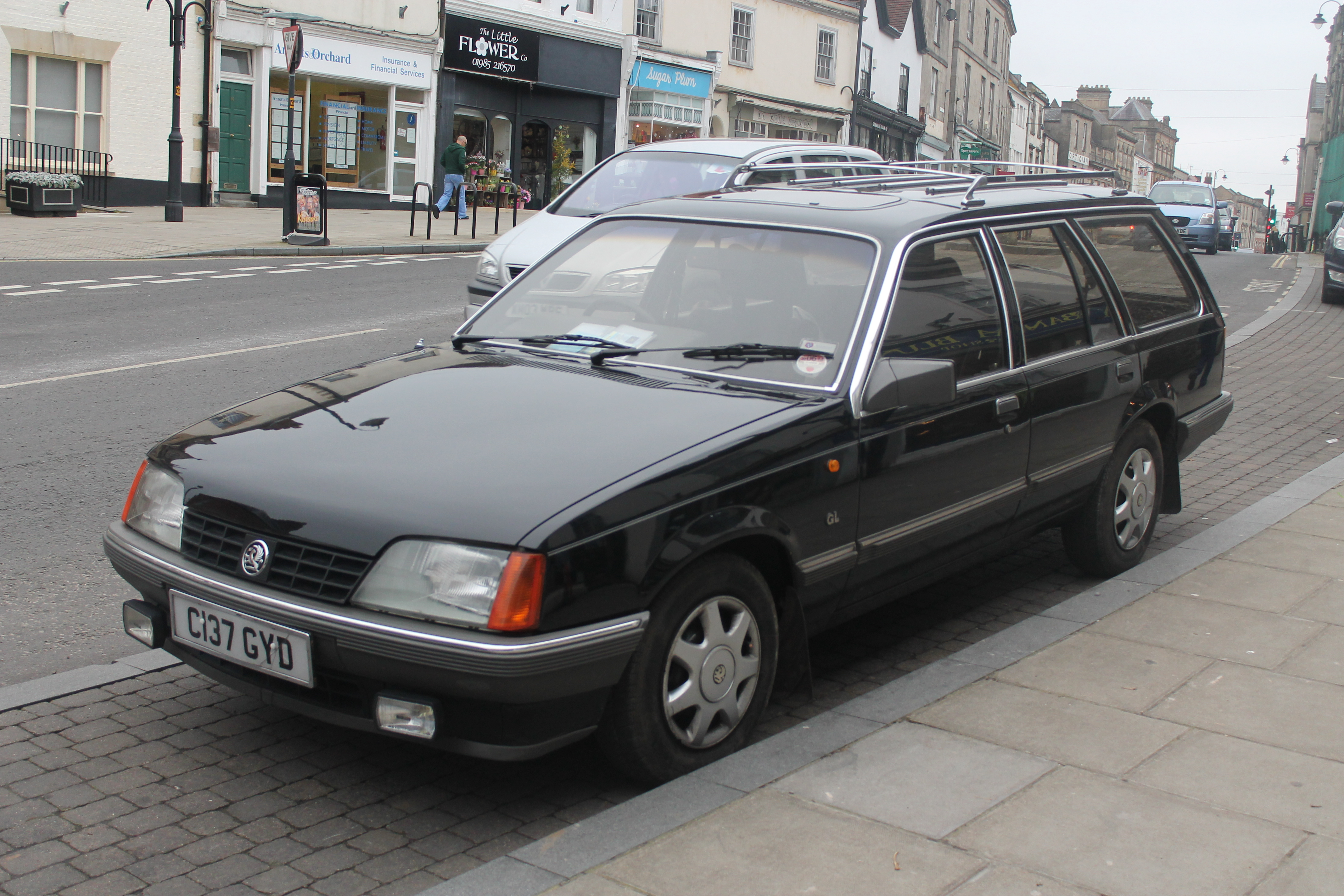
Vauxhall Carlton Mk. II (1982–1986)
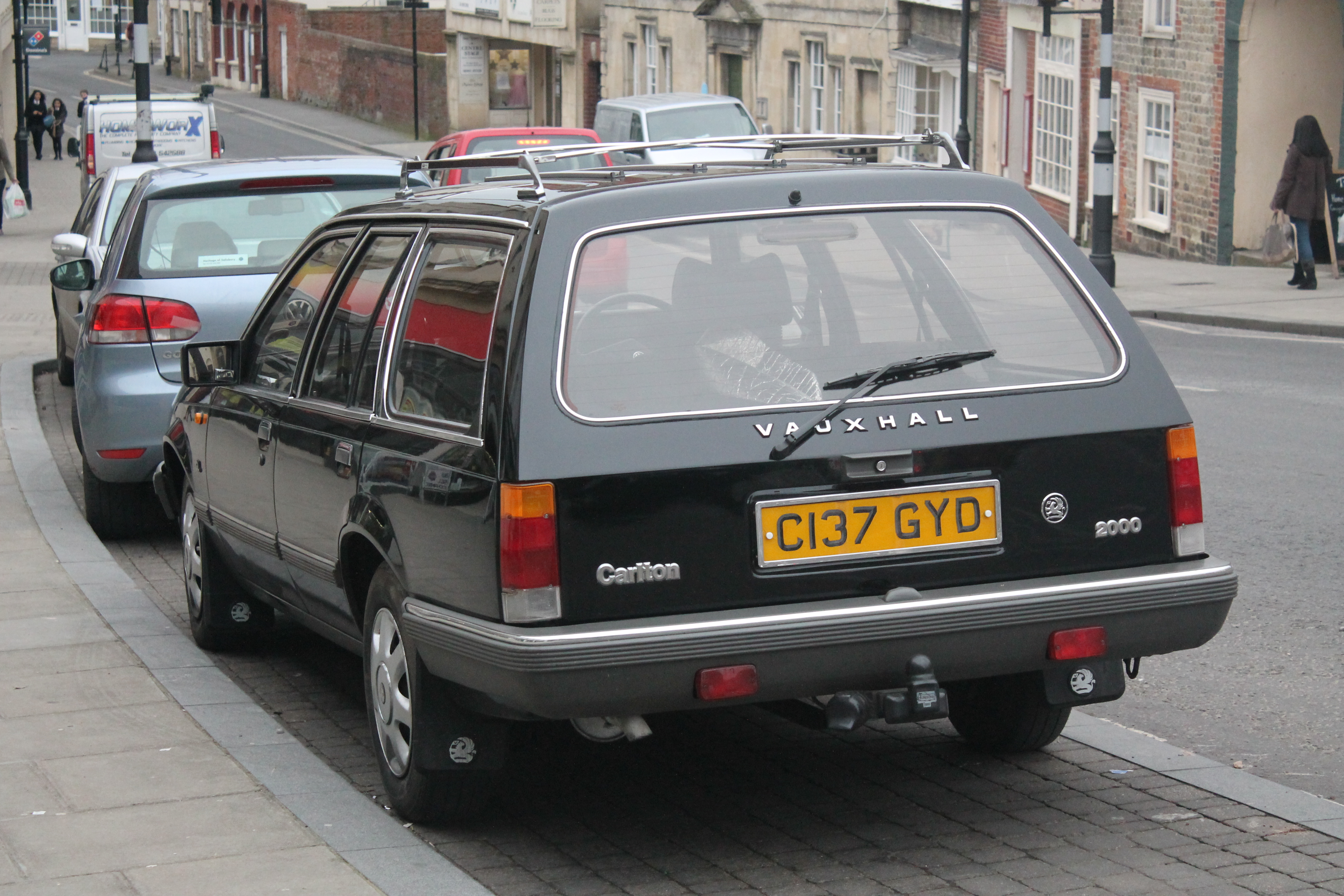
Vauxhall Carlton Mk. II (1982–1986)